# Gérard Miller
Pour les articles homonymes, voir Miller.
Cet article possède un paronyme, voir Gérard Millet.
Gérard Miller, né le 3 juillet 1948 à Neuilly-sur-Seine en France, est un psychanalyste, professeur des universités, écrivain, réalisateur, acteur de théâtre et de cinéma, ainsi que chroniqueur et éditorialiste à la radio et à la télévision française.
Il a écrit une quinzaine d'ouvrages, réalisé des documentaires, et a été très sollicité par de nombreux médias, notamment la télévision, en tant que chroniqueur et animateur.
Il est engagé politiquement à l'extrême gauche des années 1960 aux années 1970, puis arrête de militer et se rapproche de la gauche classique (socialistes et communistes), puis des insoumis.
Début 2024, plus de quatre-vingt-dix femmes l'accusent de comportements déplacés, d'agressions sexuelles et de viols, notamment sous hypnose, ce qu'il conteste.

## Biographie

### Famille et vie privée
Né de parents juifs originaires de Pologne, Gérard Miller est le fils cadet de Jean Miller, médecin radiologue, et d'Eve Milecka, pharmacienne, et le frère du psychanalyste Jacques-Alain Miller.
« Marié pendant presque vingt ans avec la mère de [s]es quatre enfants, une psychanalyste de [s]a génération », il partage sa vie avec la réalisatrice Anaïs Feuillette, le couple a une fille prénommée Margot. Anaïs Feuillette a 30 ans de moins que lui.

### Jeunesse et formation
Gérard Miller suit ses études au sein des lycées parisiens de Janson-de-Sailly, puis Honoré-de-Balzac. Il affirme avoir été intrigué dès l'enfance par le pouvoir qu'induit la parole et s'être notamment intéressé à l'hypnose qui, « si caricaturale qu'elle soit [...] ne constitue rien de moins que le noyau même de la structure de domination ». Il adhère en 1964, à l'âge de seize ans, aux Jeunesses communistes, l'organisation de jeunesse du Parti communiste français (PCF), et à dix-sept ans à l'Union des étudiants communistes, mais, se retrouvant proche des positions du Parti communiste chinois, il est d'emblée en désaccord avec le PCF, lié, lui, au Parti communiste soviétique : « Je devins hérétique avant même d'avoir été orthodoxe ». Un peu plus tard, il rejoint le Mouvement communiste français marxiste-léniniste, puis l'Union des jeunesses communistes marxistes-léninistes (UJCML) et, enfin, la Gauche prolétarienne.
Élève de l'École normale supérieure de Saint-Cloud (promotion 1968 voie Lettres) en sciences humaines puis étudiant à l'université de Nanterre, il travaille ensuite pendant deux ans comme ouvrier agricole (porcher vacher) dans la Sarthe, la Mayenne et le Morbihan, puis revient à Paris et commence une psychanalyse tout en étant formé dans le même temps par son frère Jacques-Alain Miller dont il suit l'enseignement.
Il quitte définitivement le militantisme en 1972 et, tout en restant fidèle à ses engagements de jeunesse, il ne sera plus jamais impliqué activement dans l'action politique. Il avoue en 2013 ne pas se souvenir de la première fois où il a voté, mais apporte son soutien au cours des décennies suivantes aussi bien à des candidats du Parti socialiste, du Parti communiste que de La France insoumise.

### Psychanalyse
Gérard Miller devient maître de conférences en science politique à l'université Paris-VIII puis professeur au département de psychanalyse de cette même université, département qu'il dirige pendant une dizaine d'années. Il est titulaire d'un doctorat en science politique dirigé par Jean-Marie Vincent intitulée Contribution a l'analyse des discours politiques et du malaise dans la civilisation, elle est soutenue en 1996. Elle porte sur le discours politique et la psychologie collective, inspirées par les théories freudiennes et lacaniennes : de la dictature du maréchal Pétain au second septennat de Francois Mitterrand. Il est par ailleurs membre de l'École de la cause freudienne et de l'Association mondiale de psychanalyse.
Psychanalyste d'orientation lacanienne, comme son frère Jacques-Alain Miller qui est à la fois le gendre de Lacan et l'éditeur des Séminaires, il a travaillé une quinzaine d'années à l'hôpital psychiatrique Esquirol (St-Maurice) et exerce dans son cabinet depuis la fin des années 1970. À l'occasion du trentième anniversaire de la mort de Lacan, il réalise un film diffusé en septembre 2011 sur France 3 intitulé Rendez-vous chez Lacan.

### Auteur et conférencier
Gérard Miller est l'auteur de quinze livres ayant pour thème l'histoire (Les Pousse-au-jouir du maréchal Pétain, Après la colère), la politique (Du père au pire, Le Divan des politiques) ou la psychanalyse (Psychanalyse 6 heures 1/4, Hypnose, mode d'emploi).
Parallèlement à son enseignement de 1972 à 2017 à l'université, il donne plus d'une centaine de conférences sur la psychanalyse, tant en France qu'à l'étranger (Italie, Espagne, Belgique, Grande-Bretagne, Argentine, Brésil, Mexique, etc.).
Il publie en 2001 une autobiographie, Minoritaire.

### Affaire du fichier «Falciani»
En janvier 2014, dans le cadre des SwissLeaks, son nom est cité par Le Monde dans un article sur les fichiers de la banque HSBC Private Bank (en) de Genève (fichier dit « Falciani »), à propos d'un compte non déclaré au fisc français. Il s'en explique dans un bref texte publié par le même journal où il déclare notamment : « Mon père est décédé dans sa 93e année et j’ai hérité de lui quelques mois plus tard. J’ai ainsi reçu en héritage un compte qu’il avait constitué à l’étranger, sans que j’y prenne la moindre part et sans même que j’en sois informé. À titre personnel, je n'avais jamais ouvert de compte ni transféré de sommes à l’étranger, je n'avais jamais été payé à l’étranger pour quelque raison que ce soit, et à la mort de mon père, je me suis donc retrouvé l’héritier passif d’une situation qu’il avait créée sans moi et peut-être même avant ma naissance. »
L'article du Monde indique : « Tout remonte à la mort de son père, juif polonais immigré en France au début des années 1930, et disparu en 2004 [...] Gérard Miller ajoute : « Ayant vu par la suite la totalité de sa famille mourir dans les camps, on peut bien sûr imaginer que mon père a tiré après la Seconde Guerre mondiale certaines conclusions personnelles de cette traversée de l'horreur »,,,. » Ce compte en banque n'est pas fermé entre la mort de son père et la révélation de son existence par la presse, puis cette situation est selon lui régularisée,,.

### Dans les médias
Icône des plateaux de télévision, « figure médiatique de la gauche », surnommé ironiquement par Libération le « divan marquis » et par L'Express le « psy rouge à paillettes », Gérard Miller est chroniqueur de Laurent Ruquier sur France-Inter, puis dans On va s'gêner sur Europe 1, et à la télévision dans On a tout essayé puis On n'a pas tout dit sur France 2.
Il est également chroniqueur dans l'émission Vivement dimanche prochain. Fin novembre 2001, Michel Drucker met fin à cette collaboration du jour au lendemain, reprochant à Miller ses prises de position sur la télévision dans son livre Minoritaire.
En 2002, Gérard Miller tient un des rôles principaux de la pièce de théâtre La presse est unanime de Laurent Ruquier. Elle fait l'objet d'une captation pour l'édition d'un DVD et est diffusée également à la télévision.
Il présente aussi l'émission Le Goût du noir au côté de la journaliste Sophie Massieu sur France 5, émission tournée dans le noir total. De 2005 à 2006, il présente Cette année-là, une émission-éphéméride sur France 3 Île-de-France Centre puis, de septembre 2006 à juin 2007, toujours sur France 3 Paris Île-de-France, une déclinaison de sa précédente émission, intitulée Ce jour-là.
De 2009 à 2010, il participe comme chroniqueur à L'Objet du scandale, présenté sur France 2 par Guillaume Durand, et à Cactus sur Paris Première, présentée par Géraldine Muhlmann.
Pendant dix ans, chaque semaine, le magazine chrétien La Vie publie ses entretiens face à des personnalités, intitulés J'aurais dû. Il a également écrit pour Libération, Globe Hebdo, L'Événement du jeudi et L'Humanité.

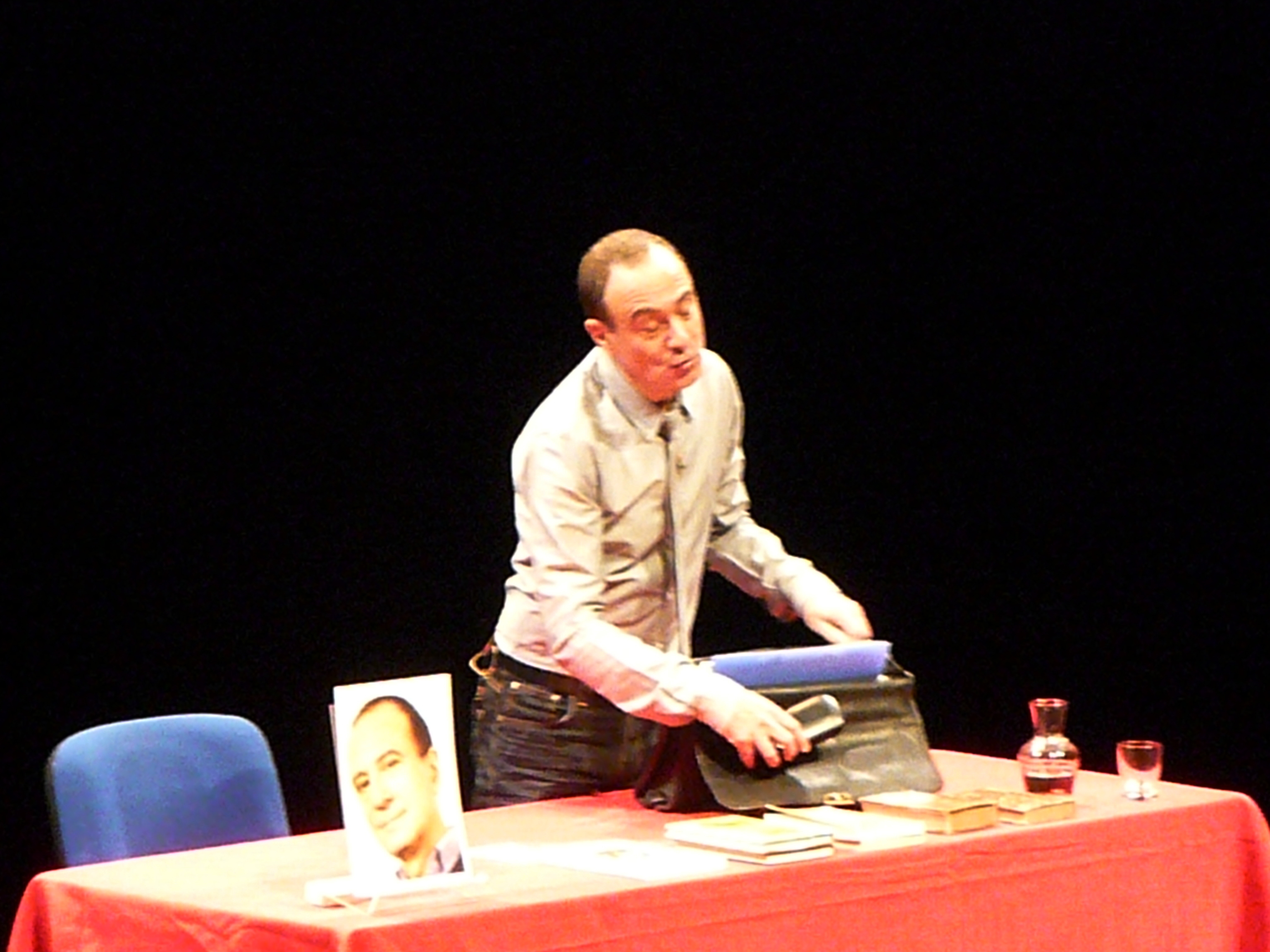
Spectacle Manipulations : mode d'emploi en 2010 à Florange.

Durant le festival Off d'Avignon 2008, Gérard Miller se produit pour la première fois seul sur scène au théâtre du Petit Chien dans un spectacle qu'il a écrit, Manipulations : mode d'emploi. Il y dévoile les manigances « des grands hypnotiseurs », de Franz-Anton Mesmer à Nicolas Sarkozy. À partir de septembre 2008, il reprend son spectacle au théâtre de Paris, puis le joue pendant deux ans en tournée en France.
Il écrit entre autres pour les humoristes Guy Bedos, Jean-Marie Bigard et Marc Jolivet.
En 2013, il apparaît comme chroniqueur aux côtés de Sophia Aram dans l'émission Jusqu'ici tout va bien. De 2014 à 2020, il fait partie de l'émission On refait le monde de Marc-Olivier Fogiel puis de Thomas Sotto, sur RTL.
En 2016 et 2017, sur Toute l'Histoire, il présente Et si c'était vous ?, puis en 2019-2020 Si j'avais vécu.
En 2017, il est l'un des trois dirigeants de la web-télé Le Média, qui dès sa création suscite de nombreuses polémiques, comme en 2018 après l'évacuation d'une partie du site Tolbiac de l'université Panthéon-Sorbonne, en reprenant sans recoupements des témoignages d'occupants du site affirmant qu'un des leurs serait dans le coma à la suite d'une chute provoquée par un CRS. Le Média reconnaît ensuite son erreur, mais Gérard Miller n'en déclare pas moins que « la violence policière ayant bien été réelle », il ne faut « ni regretter d'avoir donné la parole à des témoins traumatisés » ni « se laisser impressionner par les cris d’orfraie des défenseurs de l’exactitude ».
Pendant l'été 2018, Gérard Miller s'oppose à Sophia Chikirou, autre dirigeante du Média, notamment sur les financements de celui-ci. Alors qu'il décide progressivement de ne plus exercer aucune responsabilité au Média « anti-système », Gérard Miller est recruté en septembre par LCI du Groupe TF1,.
En 2022, il intervient régulièrement sur les plateaux de LCI dans le cadre d'émissions qui participent de manière très soutenue à l'information au sujet de l'invasion de l'Ukraine.

### Carrière cinématographique
Gérard Miller co-écrit pour le cinéma deux films, réalisés par Francis Girod : Passage à l'acte et Terminale.
Il participe à l'élaboration de plusieurs documentaires réalisés par Patrick Jeudy : Les Yeux d'Eva Braun, Marilyn, malgré elle, Ce que savait Jackie Kennedy, Robert Capa, l'homme qui voulait croire à sa légende et Il n'y a pas de Kennedy heureux.
Il témoigne dans d'autres documentaires tels : Reprise, sous-titré « Un voyage au cœur de la classe ouvrière », réalisé par Hervé Le Roux en 1996, ainsi que Décryptage de Philippe Bensoussan et L'Impossible Mister Dieudo de Civa de Gandillac, tous deux en 2003.
En 2008, à l'occasion des 40 ans des événements de Mai 68, il réalise son premier documentaire intitulé Mai 68, tu disais…, dans lequel des « ex-soixante-huitards » sont interrogés par leurs propres enfants, puis, en 2009, Le Striptease dévoilé et Les Années 1980 : les branchés.
Documentariste devient, avec psychanalyste et enseignant, l'une de ses activités principales et il réalise dès lors de nombreux autres films comme La Première Séance (2009), Mais que font nos enfants la nuit ? (2010, réalisé en collaboration avec Anaïs Feuillette), Femmes de président (2011) Laurent Ruquier – On ne demande qu’à le connaître ou encore François Léotard, l'unique séance, diffusé sur Planète+ (14 juin 2013). La même année, il réalise avec Anaïs Feuillette DSK, l'homme qui voulait tout et est diffusé pour la première fois en prime-time. Ce documentaire rencontre un très grand succès public, mais lui vaut quelques critiques acides, comme celle de Thierry de Cabarrus, pour qui ce film ne serait « ni l'œuvre d'un historien, ni celle d'un journaliste », mais tiendrait davantage du film de fiction, dont il ne resterait « qu'un plaidoyer indécent ».

### Décoration
- Chevalier de la Légion d'honneur en 1993[34],[35],[36]

## Engagements politiques
En 1965, alors qu’il est élève du lycée Janson-de-Sailly, il rejoint la Fédération des cercles marxistes-léninistes de France, puis le Mouvement communiste français marxiste-léniniste, un mouvement maoïste, tout en restant membre dans un premier temps des organisations de jeunesse du Parti communiste. En 1967, il intègre l’Union des jeunesses communistes marxistes-léninistes, puis la Gauche prolétarienne.
Après son engagement maoïste, Gérard Miller ne militera plus jamais, mais soutiendra les gouvernements de gauche pendant la présidence de François Mitterrand, puis le gouvernement Lionel Jospin de 1997 à 2002. Se rapprochant de nouveau des communistes à la fin des années 1990, il vote Robert Hue au premier tour, en 2002, et Marie-George Buffet au premier tour de 2007.
En 2012, il soutient publiquement Jean-Luc Mélenchon, candidat du Front de gauche à l'élection présidentielle, ainsi que lors de la campagne présidentielle de 2017, lorsque celui-ci se présente comme candidat de La France insoumise (LFI). En janvier 2017, son documentaire Jean-Luc Mélenchon, l'homme qui avançait à contre-courant est diffusé sur France 3.
Il apporte son soutien à LFI pour les élections européennes de 2019, ainsi que pour la présidentielle de 2022, et soutient dans la foulée la Nouvelle Union populaire écologique et sociale (Nupes) lors des élections législatives suivantes.

## Accusations d'agression sexuelle sur mineure et de viols
Dans une enquête publiée par le magazine Elle fin janvier 2024, Gérard Miller est accusé par trois femmes, dont Muriel Cousin, d’agressions sexuelles et d’un viol, commis lors de séances d'hypnose dans les années 1990 et en 2004. Il nie avoir pratiqué l'hypnose dans ce cadre et affirme qu'« il n'y a jamais eu quoi que ce soit qu’on puisse qualifier d’agression sexuelle ou, pire, de viol. » Il reconnaît cependant qu'il était « de fait un homme de pouvoir et il y avait, dès lors, une dissymétrie objective, dont on peut se dire aujourd’hui qu’elle était purement et simplement rédhibitoire,. »
Début février suivant, Mediapart publie les témoignages de dix femmes, âgées de 16 à 21 ans au moments des faits, qui l'accusent également d'agression sexuelle ou de comportements déplacés. Gérard Miller affirme ne pas « mettre en doute un instant l'émotion, la colère et la souffrance » de ces femmes et n'avoir pas mesuré à l'époque la « dissymétrie » qui existait entre lui, un « homme de pouvoir », et ces femmes « plus jeunes ». Toutefois, il assure n'avoir « jamais contraint personne » et s'être toujours assuré de recueillir leur consentement,, . Il se dit « certain de n'avoir commis aucune infraction ».
Au cours de ce même mois de février 2024, le magazine Elle publie le récit de 41 femmes, pour certaines mineures au moment des faits, témoignant de comportements problématiques de Gérard Miller entre 1993 et 2020. Trois d'entre elles dénoncent des viols et quinze des agressions sexuelles,. Les vingt-trois autres évoquent des tentatives. Toutes détaillent le même mode opératoire : des agressions commises le plus souvent après des séances d'hypnose. Le 19, quatre femmes témoignent, auprès de la justice, du comportement déplacé de Gérard Miller à leur encontre. Le lendemain, une femme de 39 ans dépose plainte auprès du parquet de Paris pour un viol commis alors qu'elle avait 17 ans ; selon son avocate, les faits ne sont pas prescrits,,. Le 23, le parquet de Paris annonce avoir ouvert une enquête préliminaire sur la base de six signalements. Le 29, France 2 diffuse dans son émission Envoyé spécial le témoignage de trois femmes qui accusent Miller.
Le 14 mars 2024, France Info révèle qu'une alerte avait été lancée auprès de la direction de l'université Paris 8 à propos de son comportement et de certains propos ayant choqué des étudiantes.
Fin mars 2024, une soixantaine de témoignages sont comptabilisés. 
En octobre 2024, Chloé Vienne publie un livre enquête intitulé Serial Miller. Gérard Miller : enquête sur trente ans de silences paru aux éditions Stock. Elle décrit un véritable système de prédation sexuelle,. 
En avril 2025, Alice Augustin et Cécile Ollivier publient une enquête complète sur les agissements de Miller pendant des décennies, Anatomie d'une prédation'. Elles reviennent sur le livre chez Blast dans une interview de 47 minutes menée par la journaliste Salomé Saqué.

## Publications

### Livres
- Les Pousse-au-jouir du maréchal Pétain, préface de Roland Barthes, Le Seuil, 1975 ; Le Livre de Poche, 1988 ; Points Seuil, 2004.
- Lacan, Gérard Miller (dir.), Bordas, 1987.
- Chronique de deux septennats (1981-1995).
  - Du père au pire : la politique et ses symptômes, tome I, Grasset, 1988.
  - Le Divan des politiques, tome II, Le Seuil, 1989.
  - Malaise, tome III, Le Seuil, 1992.
  - La France des Hérissons, tome IV, Le Seuil, 1994.
- Psychanalyse 6 heures 1/4, avec Dominique Miller, Le Seuil, 1991 ; Points, 2001.
- Moments de vérité : Le hasard, le destin et la psychanalyse, L'Archipel, 1996.
- Ce que je sais de vous… disent-ils, Stock, 2000 ; Le Livre de Poche, 2002. Sur l'astrologie.
- Après la colère, suivi de Une abjection française, Stock, 2001, Le Livre de Poche, 2001. Contre le pétainisme.
- Minoritaire, Stock, 2001 ; Points, 2003.
- Hypnose, mode d'emploi, Stock, 2002 ; Points, 2004.
- Le Divan et le confessionnal, Desclée de Brouwer, 2010.
- Antipathies, Grasset & Fasquelle, 2014.
- Mélenchon, mai oui, 1968-2018, Éditions du Seuil, 2018.

### Préfaces et autres contributions
- Le Tennis et la sexualité. Les écrits secrets de Freud, par Theodor Saretsky. Le Seuil, 1986. Préface.
- Mon stress, mon psy et moi, par Piem. Le Cherche-Midi, 2004. Préface.
- L'Anti-livre noir de la psychanalyse, avec Jacques-Alain Miller, Agnès Aflalo, et Marie-Claude Sureau. Le Seuil, 2006. Contribution.

## Filmographie

### Auteur

#### Pour la télévision (documentaires)
- 1991 : Les yeux d'Eva Braun de Patrick Jeudy
- 2002 : Marilyn malgré elle de Patrick Jeudy
- 2003 : Ce que savait Jackie Kennedy de Patrick Jeudy
- 2004 : Robert Capa, l'homme qui voulait croire à sa légende de Patrick Jeudy
- 2010 : Il n'y a pas de Kennedy heureux de Patrick Jeudy
- 2020 : Signoret et Montand, Monroe et Miller. Deux couples à Hollywood de Sylvain Bergère

#### Pour le cinéma (fictions)
- 1996 : Passage à l'acte de Francis Girod (co-scénariste et dialoguiste)
- 1998 : Terminale de Francis Girod (co-scénariste et dialoguiste)

#### Pour la télévision (fictions)
- 1993 : Les Kilos en trop (téléfilm) de Gilles Béhat - co-auteur
- 1999 : Politiquement correct (série télévisée) - co-auteur

#### Pour la radio (fiction)
- 2013 : La Malédiction des trois corbeaux, série radiophonique (co-auteur avec Coralie Miller et Nicolas Terrier)

### Réalisateur

#### Pour la télévision (documentaires)
Plusieurs des documentaires font partie de La Case de l'oncle Doc.
- 2008 : Tu disais... Mai 68[66]
- 2009 : Paris, années 80 : les branchés
- 2009 : Le Strip-tease dévoilé
- 2009 : La première séance
- 2010 : Rendez-vous chez Lacan
- 2010 : Femmes de président
- 2011 : Désirs masculins, réalisé en collaboration avec Anaïs Feuillette
- 2011 : Serial Tueurs, loin d'Hollywood , réalisé avec Anaïs Feuillette
- 2011 : Désirs féminins, réalisé avec Anaïs Feuillette
- 2012 : Laurent Ruquier, on n'demande qu'à le connaître[31], réalisé avec Anaïs Feuillette
- 2012 : Les Ruses du désir en 3 parties
- 2013 : François Léotard, l'unique séance[32]
- 2013 : DSK, L'homme qui voulait tout, réalisé avec Anaïs Feuillette
- 2013 : Le Prix à payer
- 2014 : Monaco, le rocher était presque parfait, réalisé par Anaïs Feuillette
- 2014 : Jérôme Cahuzac, l'homme qui ne savait pas mentir, réalisé avec Anaïs Feuillette
- 2015 : Gérard Depardieu, l’homme dont le père ne parlait pas réalisé avec Anaïs Feuillette
- 2015 : Ils n'étaient pas héritiers, documentaire réalisé avec Anaïs Feuillette
- 2015 : Ségolène Royal, la femme qui n'était pas un homme, réalisé avec Anaïs Feuillette
- 2016 : Dalida, la femme qui rêvait d'une autre scène, réalisé avec Anaïs Feuillette
- 2016 : Sarkozy, l'homme qui courait plus vite que son ombre, réalisé avec Anaïs Feuillette[67]
- 2017 : Mélenchon, l'homme qui avançait à contre courant
- 2017 : Lady Di, la femme qui s'était trompé de vie, réalisé avec Anaïs Feuillette
- 2017 : Fortune et infortunes des Bettencourt, réalisé avec Anaïs Feuillette
- 2018 : La Révolution Dolto, réalisé avec Anaïs Feuillette
- 2019 : La Folie à l'abandon, réalisé avec Anaïs Feuillette
- 2020 : Un divan sur le fil
- 2021 : J'entends des voix qui me parlent, réalisé avec Anaïs Feuillette[68],[69],[70]
- 2021 : François Mitterrand, l'homme qui ne voulait pas rompre, réalisé avec Coralie Miller
- 2021 : Walt Disney, l'homme qui voulait changer le monde, réalisé avec Anaïs Feuillette
- 2022 : Les Enfants du siècle - Ils ne seront plus jamais les mêmes, réalisé avec Coralie Miller
- 2022 : Georges Marchais, l'homme qui avait choisi son camp
- 2023 : À la table des nazis
- 2023 : Comment pouvait-on être maoïste en France ?

## Acteur

### Théâtre
- 2002 : La presse est unanime : Pierre-Louis Saintaignan
- 2008-2011 : Manipulations mode d'emploi : lui-même

### Télévision
- 2004 : Nature contre nature de Lucas Belvaux : lui-même
- 2009 : Avocats et Associés : Dr Bobby Wilcox
- 2020 : Astrid et Raphaëlle : le psy

### Cinéma
- 2018 : Neuilly sa mère, sa mère ! de Gabriel Julien-Laferrière : le médecin